# Osiedle Neubühl w Zurychu

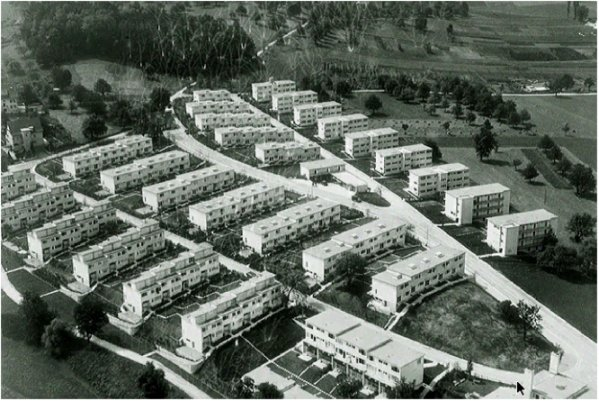
Osiedle Neubühl widziane z lotu ptaka (1932 r.)

Osiedle Neubühl w Zurychu (Wzorcowe osiedle Werkbundu Neubühl w Zurychu) – modernistyczne osiedle w Zurychu (Szwajcaria), wybudowane w 1931 r. i inspirowane ideami Werkbundu, a w szczególności osiedlem Weissenhof. Osiedle Neubühl, wraz z pięcioma innymi, określane jest mianem osiedla Werkbundu. Inwestorem była Spółdzielnia Budowlana Pożytku Publicznego „Neubühl” (Gemeinnützige Baugenossenschaft Neubühl), założona przez inicjatorów budowy osiedla. W 1986 r. osiedle zostało wpisane do komunalnego rejestru chronionych obiektów z dziedziny sztuki i historii kultury, a od 2010 r. jest objęte ochroną konserwatorską jako zespół o ponadkomunalnym znaczeniu.

## Osiedle

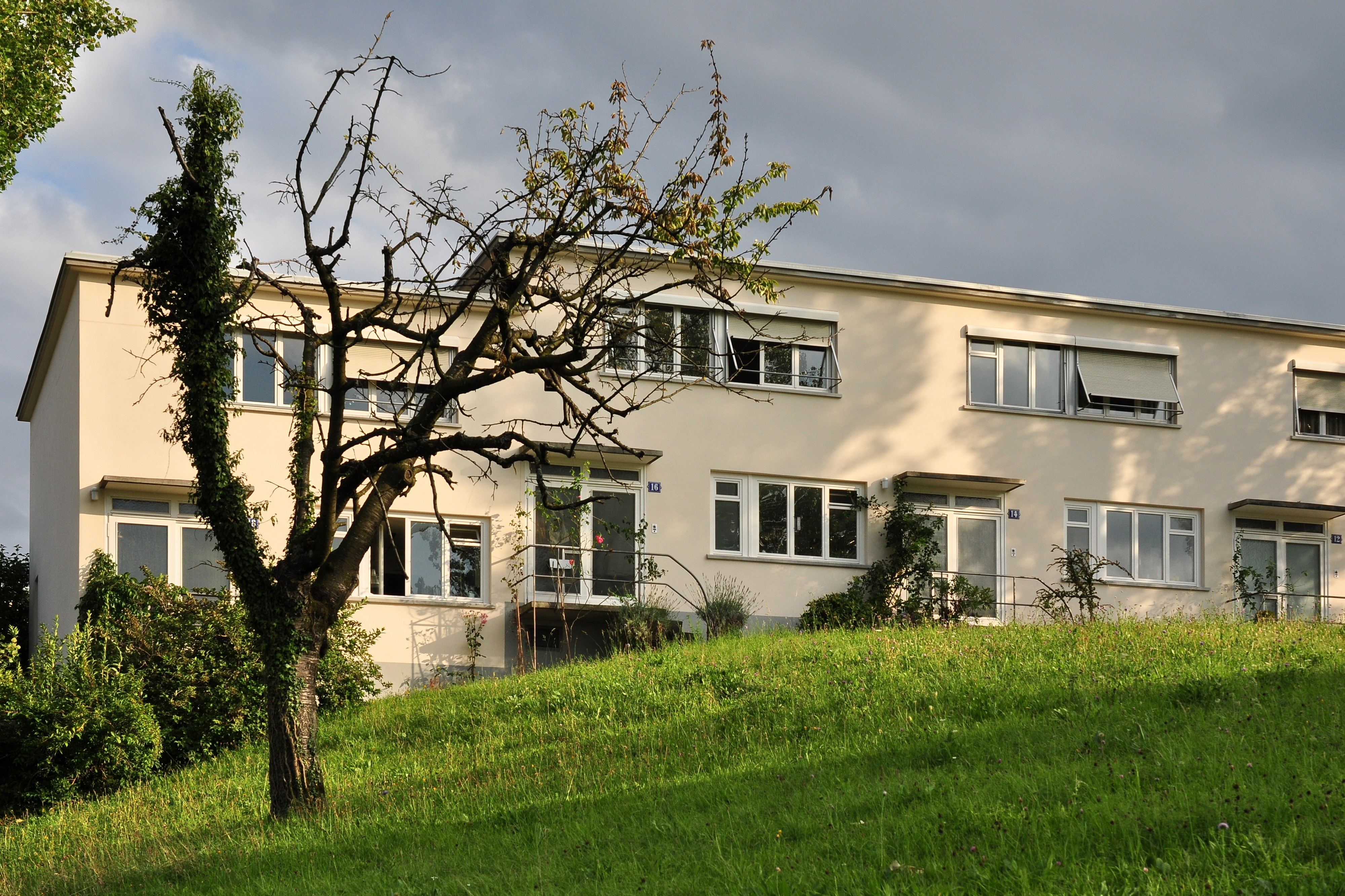
Kształt terenu, na którym wzniesiono osiedle, determinował przyjętą koncepcję architektoniczno-urbanistyczną. Na zdjęciu: jeden z budynków osiedla (2011 r.)

Celem przedsięwzięcia była budowa standardowych mieszkań dla wykształconej klasy średniej jako alternatywy dla kamienic czynszowych, oficyn i ciasnych przestrzeni tradycyjnego miasta. Ideą architektów pracujących nad projektem była praca zespołowa; w konsekwencji wszystkie budynki osiedla zaprojektowali wspólnie:
- Paul Artaria
- Max Ernst Haefeli
- Carl Hubacher
- Werner Max Moser (autor koncepcji urbanistycznej)
- Emil Roth
- Hans Schmidt
- Rudolf Steiger

W celu zachowania pierwotnych założeń w zakresie projektowania zieleni na osiedlu działa komisja ds. ogrodów, powstała po 25 latach od wybudowania osiedla. W latach 1985–1986 dokonano renowacji osiedla, którą uprzednio zaplanowano w latach 1983–1984. Od 2015 r. szwajcarski oddział Werkbundu dysponuje 1-pokojowym mieszkaniem, które „osobom zainteresowanym ma zapewnić możliwość chwilowego wczucia się w rolę mieszkańca” osiedla.
Plakat reklamujący wystawę, na której zaprezentowano osiedle, zaprojektował Max Bill.

## Urbanistyka
Cechą osiedla jest układ rzędowy (linijkowy) zabudowy, która poprowadzona została prostopadle do dróg jezdnych. Do domów prowadzą ciągi pieszojezdne (pierwotnie wyłożone płytami chodnikowymi). Zabudowa ma układ schodkowy, dzięki czemu „osiągnięto symbiozę sztywnego układu urbanistycznego i dostosowania się do indywidualnych warunków terenowych, co stanowi o szczególnym walorze osiedla”; umożliwiło to także otworzenie domów na widok na otaczający krajobraz.
Osiedle składa się z domów wielorodzinnych (93 mieszkania etażowe, m.in. w 3 domach galeriowych) oraz jednorodzinnych (105 sekcji w zabudowie szeregowej). Oprócz domów mieszkalnych zaprojektowano 32 garaże oraz budynek użyteczności publicznej (mieszczący przedszkole, sklepy, centralę instalacji grzewczej, mieszkanie służbowe, przekształcone później na biuro spółdzielni).

## Architektura

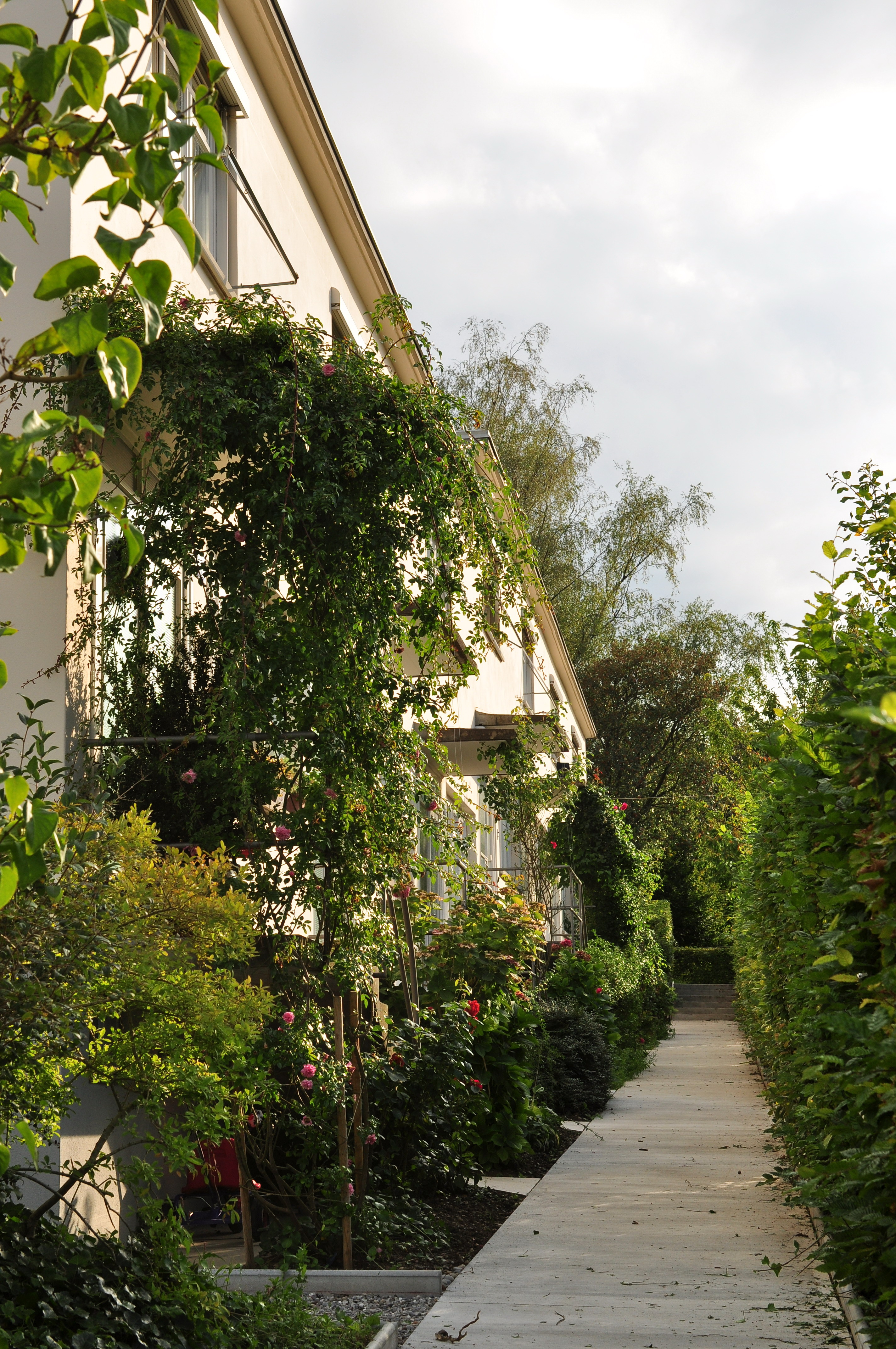
Zieleń osiedla została zaprojektowana przez architekta krajobrazu. Na zdjęciu: ciąg pieszy (2011 r.)

Domy mieszkalne cechują się prostą formą architektoniczną, posiadają duże okna, płaskie dachy i funkcjonalne plany mieszkań.
Tylko ściany poprzeczne (grubości 25 cm; 32 cm na szczytach) szeregów domów zaplanowano jako nośne; dźwigają żelbetowe stropy żebrowe systemu Wayssa, co łączyło nowoczesne elementy techniczne z tradycyjnymi (konstrukcja zwana Schottenbauweise). Ściany zewnętrzne są wielowarstwowymi ścianami osłonowymi z pięciocentymetrową izolacją i jednocentymetrową pustką powietrzną. W okresie powojennym naprawiono ujawnione wady, np. w postaci zawilgoconych i nieszczelnych dachów (skutek braku paroizolacji) czy zardzewiałego zbrojenia.
W ramach budowy osiedla zaprojektowano także tereny zewnętrzne i ogrody; aranżację tych przestrzeni przygotował Gustav Ammann (architekt krajobrazu). Przy planowaniu zieleni zrezygnowano z „luźnego” rozplanowania drzew i krzewów, aby stworzyć większe powierzchnie niezabudowane i tereny przeznaczone pod nasadzenia. Zaplanowane tereny zielone miały sprzyjać odpoczynkowi mieszkańców, „pokrzepieniu i profilaktyce prozdrowotnej”.
Według stanu na 2016 r. osiedle znajdowało się w „doskonałym stanie”.